# Kaironnisam Sahabudin Hussain
Kaironnisam Sahabudin Hussain (Kedah, Malasia, 10 de mayo de 1979) es un exfutbolista de Malasia que jugaba en la posición de defensa.

## Carrera

### Club
| Periodo   | Club             |
| --------- | ---------------- |
| 2000-2005 | Perlis FA        |
| 2005–2006 | MPPJ Selangor FC |
| 2007–2009 | UPB-MyTeam FC    |
| 2010–2011 | Felda United FC  |
| 2012      | Johor FC         |
| 2013–2014 | Felda United FC  |

### Selección nacional
Jugó para Malasia en 61 ocasiones de 2001 a 2014 y anotó dos goles; participó en la Copa Asiática 2007 y en dos ediciones de los Juegos Asiáticos.

## Logros
- Superliga de Malasia (1): 2005
- Copa de Malasia (1): 2004
- Liga Premier de Malasia (1): 2010

## Estadísticas

### Goles con selección nacional
| #  | Fecha      | Sede                  | Rival     | Resultado | Torneo          |
| -- | ---------- | --------------------- | --------- | --------- | --------------- |
| 1. | 10-12-2004 | Kuala Lumpur, Malasia | Filipinas | 4-1       | Copa Tigre 2004 |
| 2. | 24-4-2006  | Colombo, Sri Lanka    | Sri Lanka | 1-4       | Amistoso        |